# St. Josef (Nowa Wieś, Purda)
Die St.-Josefs-Kirche in Nowa Wieś (deutsch Neu Bartelsdorf) ist ein neugotisches Bauwerk aus dem zu Ende gehenden 19. Jahrhundert. Bis 1945 war sie das zentrale Gotteshaus für das evangelische Kirchspiel Neu Bartelsdorf in Ostpreußen, und sie ist heute eine Filialkirche der römisch-katholischen Pfarrei Butryny (Wuttrienen) in der polnischen Woiwodschaft Ermland-Masuren.

## Geographische Lage
Das 460-Seelen-Dorf Nowa Wieś gehört zur Gmina Purda (Landgemeinde Groß Purden) und liegt im Westen der Woiwodschaft Ermland-Masuren, 17 Kilometer südöstlich der Stadt Olsztyn (Allenstein).
Die Kirche steht auf der Ostseite der Nach Nowy Ramuk (Neu Ramuck) führenden Straße.

## Kirchengebäude

### Baugeschichte
Die Gründung einer Kirche in Neu Bartelsdorf erfolgte am 2. Oktober 1810 durch evangelische Christen aus de Region Neidenburg (polnisch Nidzica)/Jedwabno (1938 bis 1945 Gedwangen, polnisch Jedwabno). Im Ort wurde 1828 eine Schule als evangelische Konfessionsschule in einem überwiegend römisch-katholischen Gebiet errichtet. Gehörte das Dorf auch zur Pfarrei der Kirche Allenstein, so wurde doch auf Wunsch der Kirchenglieder die Zugehörigkeit zur Kirche in Jedwabno geändert. Im Jahre 1845 wurde eine ehemalige Jesuitenbesitzung an die evangelischen Siedler vergeben. Kirchlicher Zentralort allerdings war das Dorf Gelguhnen (polnisch Jełguń).
Bereits 1856 begann man mit der Führung eigener Kirchenbücher, in denen die Taufen, Trauungen und Begräbnisse dokumentiert wurden.
Der Plan, in Gelguhnen eine eigene Kirche zu errichten, zerschlug sich. Im Jahre 1871 wurde das evangelische Kirchspiel Neu Bartelsdorf aus der Taufe gehoben, dem ab 1874 ein eigener Pfarrer zugeteilt wurde. Die Gottesdienste fanden in einer Scheune statt. Dann aber reiften die Pläne zur Errichtung einer Kirche in Neu Bartelsdorf. Die Vorarbeiten allerdings zogen sich noch eine Zeitlang hin, doch am 22. November 1883 fand die Grundsteinlegung für den Kirchenbau statt.

### Baubeschreibung
Der Kirchbau erfolgte in den Jahren 1883 bis 1888 auf einem von dichtem Wald umgebenen Hügel im Dorf. Errichtet wurde ein massives Gebäude im Stil der Neugotik aus rotem Backstein auf rechteckigem Grund, mit Kapellen- und Sakristeianbau. Das Giebeldach wurde mit Ziegeln gedeckt. Der vorgelegte hochaufragende Turm war mit einem Spitzdach versehen. Er nahm zwei Glocken auf.
Das Interieur der Kirche war schlicht und einfach. Zum Inventar gehörten Altar und Kanzel sowie ein Taufbecken. Auf der Westempore installierte man die Orgel.
Die Kirche überstand die beiden Weltkriege relativ unbeschadet. Im Jahre 1968 wurde sie in das Denkmalschutzverzeichnis eingetragen, bevor sie 1978 in das Eigentum der Römisch-katholischen Kirche überging. Einige bauliche Arbeiten wurden vorgenommen, um sie den veränderten liturgischen Gebräuchen anzupassen. Das Gotteshaus wurde dem Hl. Josef gewidmet.

## Kirchengemeinde

### Kirchengeschichte
Zu dem im Jahre 1871 gegründeten Kirchengemeinde in Neu Bartelsdorf gehörten im Jahre 1912 insgesamt 620 Gemeindeglieder. Sie wohnten nicht nur in Neu Bartelsdorf, sondern auch in den Nachbarorten wie Layß (polnisch Łajs), Kopanken (Kopanki), Neu Kaletka (Nowa Kaletka) oder Wuttrienen (Butryny), wo bereits seit Langem eine römisch-katholische Pfarrei bestand. In den Folgejahren wuchs das Kirchspiel Neu Bartelsdorf auf 30 Orte an.
Die Kirche in Neu Bartelsdorf war patronatslos. Die 1874 eingerichtete Pfarrstelle war bis 1945 ununterbrochen besetzt. Die Pfarrei war eingebettet in den Superintendenturbezirk Allenstein des Kirchenkreises Ermland in der Kirchenprovinz Ostpreußen der Kirche der Altpreußischen Union.
Flucht und Vertreibung der einheimischen Bevölkerung ließen die evangelische Gemeinde Neu Bartelsdorf fast bis zur Unkenntlichkeit schrumpfen. Eine Wiederbelebung blieb ohne Erfolg. Die hier heute lebenden evangelischen Gemeindeglieder orientieren sich zur Christus-Erlöser-Kirche Olsztyn (Allenstein) innerhalb der Diözese Masuren der Evangelisch-Augsburgischen Kirche in Polen.

### Kirchspielorte
Bis 1945 waren in das Kirchspiel Neu Bartelsdorf 30 Orte und Wohnplätze eingepfarrt:
| Deutscher Name                  | Polnischer Name |  | Deutscher Name                                                                     | Polnischer Name            |
| ------------------------------- | --------------- |  | ---------------------------------------------------------------------------------- | -------------------------- |
| Alt Kaletka 1938–1945 Teerwalde | Stara Kaletka   |  | Koschno                                                                            | Kośno                      |
| Alt Ramuck                      | Stary Ramuk     |  | Lallka 1938–1945 Kleinramuck                                                       | Lalka                      |
| Balden                          | Bałdy           |  | Lanskerofen                                                                        | Łańsk                      |
| Baldenofen                      | Bałdzky Piec    |  | Layß                                                                               | Łajs                       |
| Bruchwalde                      | Bruchwałd       |  | Masuchen                                                                           | Mazuchy                    |
| Dzuchen 1938–1945 Grabenau Wald | Dziuchy         |  | Mendrienen                                                                         | Mędrzyny                   |
| Friedrichsstädt                 | Pokrzywy        |  | Neu Bartelsdorf                                                                    | Nowa Wieś                  |
| Gelguhnen                       | Jełguń          |  | Neu Przykopp 1932–1945 Neu Grabenau                                                | Nowy Przykop               |
| Groß Przykopp                   |                 |  | Neu Ramuck                                                                         | Nowy Ramuk                 |
| Jagdsee                         |                 |  | Neu Wuttrienen                                                                     | Chaberkowo                 |
| Kalborno 1934–1945 Kalborn      | Kaborno         |  | Purden (Forst)                                                                     | Purda Leśna                |
| Kaletka                         | Kaletka         |  | Przykopp (Dorf) 1932–1945 Grabenau sowie: Przykopp (Forst) 1934–1945 Wilhelmshütte | Przykopp sowie: Przykopiec |
| Klein Przykopp                  |                 |  | Rykowitz 1938–1945 Rickenhof                                                       | Rykowiec                   |
| Klein Purden                    | Purdka          |  | Wuttrienen                                                                         | Butryny                    |
| Kopanken                        | Kopanki         |  | Wygodda 1938–1945 Waldruh                                                          | Wygoda                     |

### Pfarrer
Von 1874 bis 1945 amtierten an der Kirche Neu Bartelsdorf als evangelische Geistliche die Pfarrer:
- August Rudolf Krosta, 1874–1876
- Ernst Albrecht Chr.R. Sapatka, 1876–1882
- Gottfried F.J. Hassenstein, 1882–1888
- Karl Michael Otto Mensing, 1888–1898
- Georg Fioltin, 1899–1911
- Herbert Lipp, 1912–1913
- Georg Foltin, 1914–1925
- Ernst Foltin, 1925–1930
- Ernst Burdach, 1930–1932
- Harry Goronczy, 1932–1834
- Werner Prüße, 1934–1945

### Kirchenbücher
Von den Kirchenbüchern Neu Bartelsdorf haben sich erhalten und werden im Evangelischen Zentralarchiv in Berlin-Kreuzberg aufbewahrt:
- Taufen: 1856 bis 1944
- Trauungen: 1856 bis 1944
- Begräbnisse: 1856 bis 1944.